# Eskil Mickelsson
Eskil Mickelsson (Eskil Michaelis), död efter 1547, var en svensk präst och politisk kanslist. Han var i tjänst inom finansförvaltningen. 
Eskil Mickelsson omtalas första gången 1502 och var då prästvigd och anställd hos Sten Sture den äldre som skatteindrivare i Småland. Sommaren 1503 reste han i Tyskland på Sten Stures vägnar, och fortsatte efter dennes död att tjäna hans änka Ingeborg Åkesdotter (Tott). Han trädde troligen i tjänst hos Erik Johansson (Vasa) i samband hennes död, åtminstone 1515 arbetade han för denne. 1517 tjänade han dennes son Gustav. 
I samband med Gustav Vasas tronbestigning 1523 fick han ansvaret för avlöningen av den svenska armén i Finland och erhöll i samband med det förläningar i riksändan. 1525 följde han Margareta Ersdotter till Viborg och tjänstgjorde där hos henne och hennes make Johan av Hoya till 1527. Därefter tjänstgjorde han i den kungliga finansförvaltningen i Stockholm och erhöll 1530 titeln kamrerare.
Under 1540-talet minskade hans ansvarsområden, troligen på grund av ålder, och 1545 lämnade han ifrån sig ansvaret för konungens skattkammare. Ännu senaste gången 1547 tjänstgjorde han tillfälligt vid hovet.